# County Championship 2018
Die County Championship 2018 ist die 119. Saison des nationalen First-Class-Cricket-Wettbewerbes in England und Wales und wird vom 13. April bis zum 27. September 2018 ausgetragen. Sie wird in zwei Divisionen ausgetragen, Division 1 und Division 2. Wie im Vorjahr treten in der Division 1 acht und in der Division 2 zehn Teams an, wobei jedes Team nur 14 Spiele bestreitet. Division 1 wurde durch Surrey, die somit ihre 19. County Meisterschaft erreichten. Absteiger aus der Division 1 waren Lancashire und Worcestershire, die in der nachfolgenden Saison 2019 durch die bestplatzierten Mannschaften der Division 2, Warwickshire und Kent, ersetzt wurden.

## Format
Die 18 First Class Counties werden nach den Resultaten der Saison 2017 in zwei Divisionen aufgeteilt. In jeder Division spielt jede Mannschaft gegen jede andere jeweils ein Heim- und ein Auswärtsspiel, wobei in Division zwei die Rückspiele nur gegen fünf Gegner ausgetragen werden. Für einen Sieg erhält ein Team zunächst 16 Punkte, für ein Unentschieden (beide Mannschaften erzielen die gleiche Anzahl an Runs) 8 Punkte. Sollte kein Ergebnis erreicht werden und das Spiel in einem Remis enden, bekommen beide Mannschaften 5 Punkte. Zusätzlich besteht die Möglichkeit in den ersten 110 Over des ersten Innings Bonuspunkte zu sammeln. Dabei werden bis zu 5 Punkte für erzielte Runs und bis zu 3 Punkte für erzielte Wickets ausgegeben. Des Weiteren ist es möglich das Mannschaften Punkte abgezogen bekommen, wenn sie beispielsweise zu langsam spielen oder der Platz nicht ordnungsgemäß hergerichtet ist. Am Ende der Saison ist der Sieger der Division 1 County Champion, die beiden letztplatzierten dieser Division steigen ab und die beiden bestplatzierten der Division 2 auf.

## Vorgeschichte
Wie im Vorjahr wurde beschlossen, dass jede Mannschaft einmal unter Flutlicht spielen wird.

## Resultate

### Division 1
Tabelle
Der Stand der Tabelle der Division 1 zum Ende der Saison. Alle Punktabzüge erfolgten auf Grund zu langsamer Spielweise.
| Team            | Sp. | S  | N  | U | R | Bat | Bwl | Ded | Punkte |
| --------------- | --- | -- | -- | - | - | --- | --- | --- | ------ |
| Surrey          | 14  | 10 | 1  | 0 | 3 | 41  | 38  | 0   | 254    |
| Somerset        | 14  | 7  | 2  | 1 | 4 | 33  | 35  | 0   | 208    |
| Essex           | 14  | 7  | 4  | 0 | 3 | 25  | 35  | 0   | 187    |
| Yorkshire       | 14  | 5  | 5  | 0 | 4 | 25  | 33  | 0   | 158    |
| Hampshire       | 14  | 4  | 5  | 0 | 5 | 16  | 39  | 0   | 144    |
| Nottinghamshire | 14  | 4  | 8  | 0 | 2 | 21  | 38  | 0   | 133    |
| Lancashire      | 14  | 3  | 7  | 1 | 3 | 23  | 40  | 1   | 133    |
| Worcestershire  | 14  | 2  | 10 | 0 | 2 | 23  | 39  | 0   | 104    |

Sieg: 16 Punkte; Remis: 5 Punkte

### Division 2
Tabelle
Der Stand der Tabelle der Division 2 zum Ende der Saison. Alle Punktabzüge erfolgten auf Grund zu langsamer Spielweise.
| Team             | Sp. | S  | N  | R | Bat | Bwl | Ded | Punkte |
| ---------------- | --- | -- | -- | - | --- | --- | --- | ------ |
| Warwickshire     | 14  | 9  | 2  | 3 | 41  | 42  | 0   | 242    |
| Kent             | 14  | 10 | 3  | 1 | 16  | 40  | 0   | 221    |
| Sussex           | 14  | 6  | 4  | 4 | 32  | 38  | 0   | 186    |
| Middlesex        | 14  | 7  | 4  | 3 | 14  | 38  | 0   | 179    |
| Gloucestershire  | 14  | 5  | 4  | 5 | 15  | 37  | 0   | 157    |
| Leicestershire   | 14  | 5  | 7  | 2 | 22  | 40  | 3   | 149    |
| Derbyshire       | 14  | 4  | 7  | 3 | 30  | 38  | 0   | 147    |
| Durham           | 14  | 4  | 7  | 3 | 16  | 35  | 0   | 130    |
| Northamptonshire | 14  | 4  | 8  | 2 | 14  | 38  | 0   | 126    |
| Glamorgan        | 14  | 2  | 10 | 2 | 13  | 38  | 1   | 92     |

Sieg: 16 Punkte; Remis: 5 Punkte

## Statistiken
Während der Saison wurden folgende Cricketstatistiken erzielt:
| First Class     | First Class  | First Class | First Class | First Class | First Class | First Class | First Class | First Class |
| Batting         | Batting      | Batting     | Batting     | Batting     | Batting     | Batting     | Batting     | Batting     |
| Spieler         | Mannschaft   | Spiele      | Innings     | Runs        | Average     | HS          | 100s        | 50s         |
| --------------- | ------------ | ----------- | ----------- | ----------- | ----------- | ----------- | ----------- | ----------- |
| Rory Burns      | Surrey       | 14          | 22          | 1359        | 64,71       | 193         | 4           | 7           |
| James Hildreth  | Somerset     | 14          | 26          | 1089        | 45,37       | 184         | 3           | 6           |
| Ian Bell        | Warwickshire | 14          | 23          | 1027        | 54,05       | 204         | 5           | 2           |
| Wayne Madsen    | Derbyshire   | 14          | 27          | 1016        | 37,62       | 144         | 2           | 7           |
| Ollie Pope      | Surrey       | 13          | 16          | 986         | 70,42       | 158*        | 4           | 1           |
| Bowling         |              |             |             |             |             |             |             |             |
| Spieler         | Mannschaft   | Spiele      | Overs       | Wickets     | Average     | BBI         | 5W          | 10W         |
| Matt Henry      | Kent         | 11          | 382.4       | 75          | 15,48       | 7/42        | 5           | 3           |
| Ollie Robinson  | Sussex       | 14          | 485.0       | 74          | 18,66       | 7/58        | 4           | 1           |
| Tom Bailey      | Lancashire   | 14          | 439.4       | 64          | 19,65       | 5/53        | 1           | 0           |
| James Harris    | Middlesex    | 12          | 384.5       | 61          | 20,54       | 7/83        | 3           | 0           |
| Chris Rushworth | Durham       | 12          | 386.4       | 60          | 20,01       | 8/51        | 3           | 1           |